# Протизаплідні спіралі
Внутрішньоматкова або протизаплідна спіраль — засіб оборотної жіночої контрацепції тривалої дії, що ефективно попереджає вагітність шляхом механічного блокування просування яйцеклітини та сперміцидною дією міді чи гормонів у їх складі, що чинять вплив на ендометрій і цервікальний слиз.
Являє собою невелику гнучку рамку із пластику з мідними гільзами чи обмоткою з мідного дроту, або ж із визначеною кількістю прогестагену (левоноргестрелу), що вивільняється щоденно у порожнину матки. Виготовляється з поліетилену з додаванням сульфату барію, що забезпечує можливість отримати зображення під час рентгенівського обстеження.
З імовірністю збоїв 0,8 % (мідь) і 0,2 % (гормон) є одним з найефективніших контрацептивів, маючи найкращі відгуки, разом із контрацептивними імплантатами. Станом на 2007 рік була найпоширенішою формою оборотної контрацепції, котрий застосовували 180 мільйонів жінок у світі.

## Принцип дії
Активні іони міді (срібла) негативно впливають на активність сперматозоїдів. Спіраль з синтетичними гормонами (мірена, прогестасерт) стимулює в'язкість слизу і змінює адгезивні властивості слизової оболонки матки. Густина слизу стає непереборною перешкодою для сперматозоїдів, а яйцеклітина, навіть запліднена, нездатна прикріпитися.

## Історія
Внутрішньоматкові спіралі були винайдені понад 70 років тому, і являли собою невеликі стрижні, пластинки або кільця з дорогоцінних металів — срібла і золота. У 1970-х з'явилися перші спіралі з гнучкого пластику, правда, вони мали завеликі розміри, і тому провокували болі, сильні кровотечі, відчуття стороннього тіла.
Через цей негативний досвід спіралі не знаходили широкого застосування. Згодом розмір спіралей зменшився, а їх основу почали обмотувати дротом з міді — це значно підвищило не тільки зручність у використанні, але й контрацептивний ефект.

## Ефективність
Рівень збоїв протягом першого року для міді близько 0,8 %, для левонгестрелю — 0,2 %. Серед різних контрацептивів спіралі, разом із контрацептивними імплантатами, мають найкращі відгуки.

## Безпека
Існують свідчення ефективності та безпечності для підлітків та жінок, що не народжували. Внутрішньоматкова спіраль не впливає на годування груддю і може вводитися одразу після пологів чи аборту. Після видалення, навіть після тривалого застосування, фертильність одразу повертається до норми. Мідні спіралі можуть підвищувати менструальну кровотечу та больові спазми, а гормональні зменшують менструальну кровотечу чи припиняють менструацію. Інші потенційні ускладнення включають виштовхування (2—5 %) та перфорацію матки (менше 0,7 %). Спазми можуть лікуватися НПЗП.
Попередню модель внутрішньоматкових спіралей (Далкон шілд) пов'язували з підвищенням ризику запалення тазових органів. Такий ризик не характерний для сучасних моделей у людей, що не хворіють на ХПСШ на час введення.

## Будова
Зовнішній вигляд протизаплідних спіралей універсальний. Основа виготовляється у вигляді спіралі або букви Т (для більш сучасних спіралей Т-подібна форма є домінуючою). Металовмісні спіралі складаються з основи, з намотаним на неї тонким мідним або срібним дротом, в той час як гормональні — є контейнером для левоноргестрелу або іншого гестагена.

## Види
Внутрішньоматкові спіралі:
- містять метали (переважно мідь),
- містять гормони (левоноргестрел),
- нейтральні.